# Delosperma appressum
Delosperma appressum (L.Bolus, 1961) è una pianta succulenta appartenente alla famiglia delle Aizoaceae, endemica della fascia costiera orientale del Capo, in Sudafrica.

## Etimologia
L'epiteto specifico appressum, stretto, si riferisce alla minore distanza tra i germogli rispetto alla simile D. taylorii.

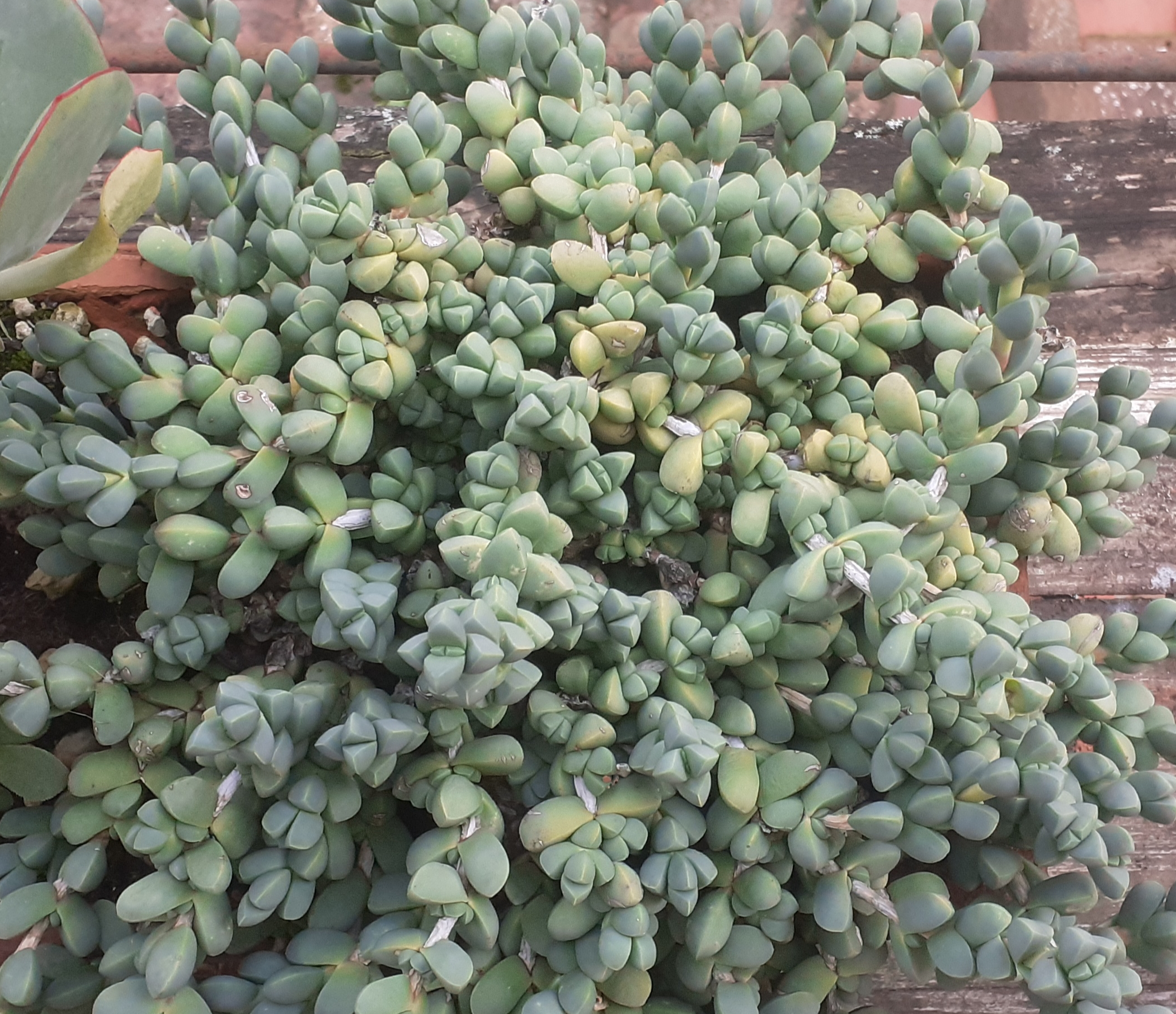
Delosperma appressum

## Descrizione

### Foglie
Foglie triangolari, tozze, glabre, glauche, verdazzure e  grigio-bluastre, crescono a coppie opposte formando uno spesso tappeto compatto.

### Fusto
Internodi più ravvicinati rispetto al D. taylorii, radente, arriva a una altezza di circa 20 cm.

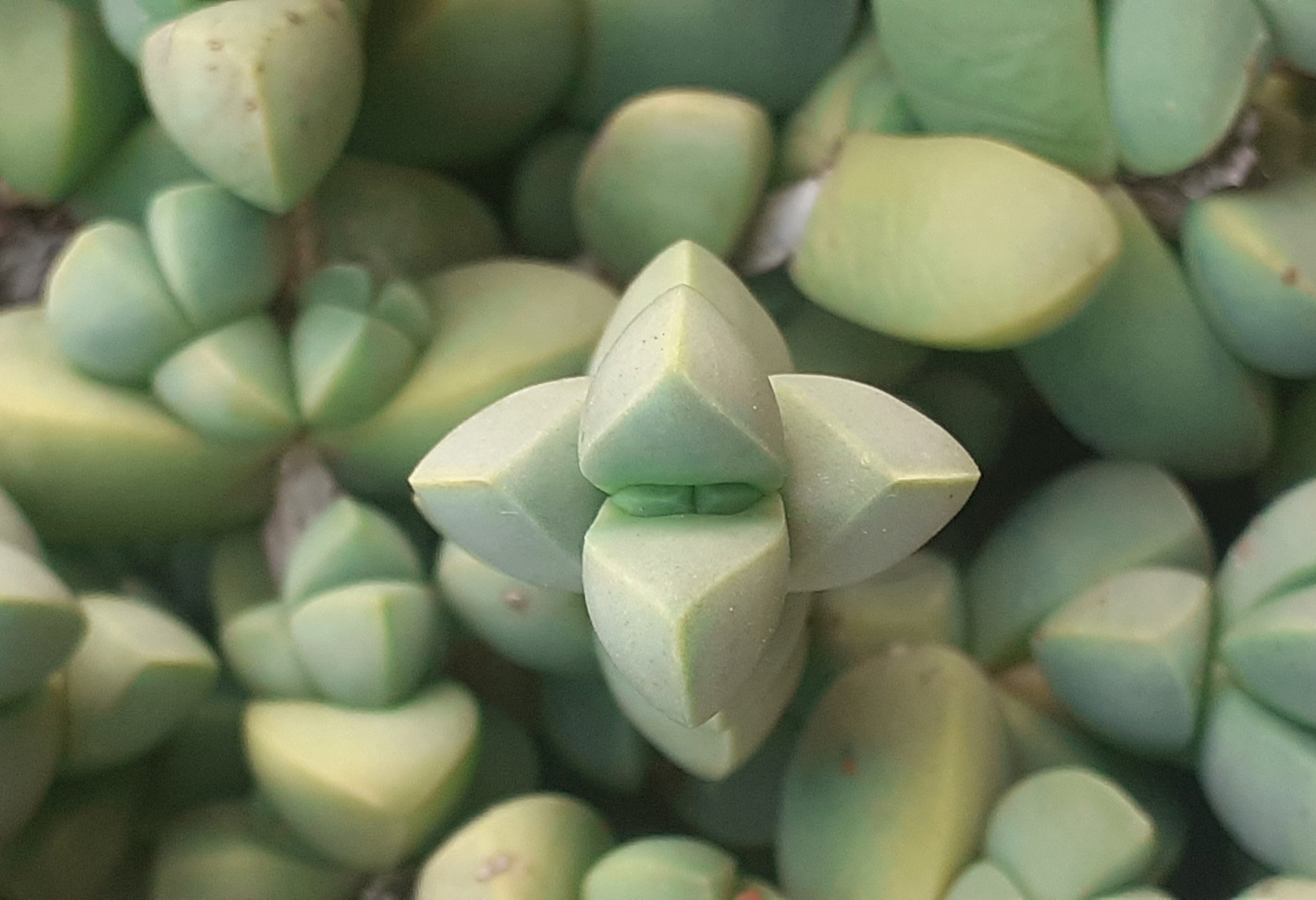
Foglie a coppie opposte di C. appressum.

### Fiori
Fiorisce alla fine della primavera e all'inizio dell'autunno. I fiori rossi, gialli, viola somigliano a piccole margherite.